# Sportclub Young Fellows Juventus 2018-2019
Questa voce raccoglie le informazioni riguardanti lo Sportclub Young Fellows Juventus nelle competizioni ufficiali della stagione 2018-2019.

## Stagione
Nella stagione 2018-2019 il Young Fellows Juventus, allenato da Salve Andracchio e Stefan Goll, concluse il campionato di Promotion League al 14º posto. In Coppa Svizzera il Young Fellows Juventus fu eliminato al primo turno dal Bellinzona.

## Rosa
| N. |                     | Ruolo | Calciatore       |
| -- | ------------------- | ----- | ---------------- |
| 4  | Svizzera (bandiera) | C     | Nicola Zuffi     |
| 17 | Svizzera (bandiera) | A     | Elvedin Causi    |
| 18 | Svizzera (bandiera) | P     | Dragan Zivanovic |
| 22 | Svizzera (bandiera) | D     | Paul Villano     |
|    | Svizzera (bandiera) | P     | Milan Anicic     |
|    | Croazia (bandiera)  | P     | Ilija Kovačić    |
|    | Svizzera (bandiera) | P     | Stefan Lapcevic  |
|    | Brasile (bandiera)  | D     | Átila            |
|    | Svizzera (bandiera) | D     | Kerim Haddaji    |
|    | Svizzera (bandiera) | D     | Tiziano Lanza    |
|    | Svizzera (bandiera) | D     | Fabio Schmid     |
|    | Germania (bandiera) | D     | Mete Ulu         |
|    | Svizzera (bandiera) | C     | Endoğan Adili    |
|    | Gambia (bandiera)   | C     | Alfusainey Bah   |

| N. |                               | Ruolo | Calciatore      |
| -- | ----------------------------- | ----- | --------------- |
|    | Svizzera (bandiera)           | C     | Ramon Cecchini  |
|    | Svizzera (bandiera)           | C     | Vernon Doe      |
|    | Togo (bandiera)               | C     | Guy Eschmann    |
|    | Svizzera (bandiera)           | C     | Julio Teixeira  |
|    | Svizzera (bandiera)           | C     | Michel Oberlin  |
|    | Svizzera (bandiera)           | C     | Alban Ramadani  |
|    | Macedonia del Nord (bandiera) | C     | Enis Ramadani   |
|    | Svizzera (bandiera)           | C     | Nedim Sacirović |
|    | Francia (bandiera)            | C     | Lewis Tavares   |
|    | Svizzera (bandiera)           | C     | Marco Trachsel  |
|    | Macedonia del Nord (bandiera) | A     | Habil Jonuzi    |
|    | Macedonia del Nord (bandiera) | A     | Orhan Mustafi   |
|    | Portogallo (bandiera)         | A     | Patrick Pereira |

## Organigramma societario
Area tecnica
- Allenatore: Stefan Goll
- Allenatore in seconda:
- Preparatore dei portieri:
- Preparatori atletici:

## Calciomercato

### Sessione estiva
| Acquisti | Acquisti | Acquisti | Acquisti |
| R.       | Nome     | da       | Modalità |
| -------- | -------- | -------- | -------- |

| Cessioni | Cessioni | Cessioni | Cessioni |
| R.       | Nome     | a        | Modalità |
| -------- | -------- | -------- | -------- |

### Sessione invernale
| Acquisti | Acquisti | Acquisti | Acquisti |
| R.       | Nome     | da       | Modalità |
| -------- | -------- | -------- | -------- |

| Cessioni | Cessioni | Cessioni | Cessioni |
| R.       | Nome     | a        | Modalità |
| -------- | -------- | -------- | -------- |

## Risultati

### Promotion League
| Arbitro: | Ghisletta |

|            |           |                         |
| Pozder 16’ | Marcatori | 38’ Rafhinha 55’ Müller |

| Zurigo 8 agosto 2018, ore 20:00 CEST 2ª giornata | YF Juventus | 0 – 0 referto | Brühl | Juchhof 1 (180 spett.)\| Arbitro: \| Morais \| |
| Arbitro:                                         | Morais      |               |       |                                                |

| Arbitro: | Cibelli |

|             |           |  |
| Demolli 73’ | Marcatori |  |

| Arbitro: | von Mandach |

|                      |           |                                    |
| Pozder 13’ Causi 75’ | Marcatori | 3’ Seferi 26’ Calbucci 32’ Schultz |

| Arbitro: | Superczynski |

|                                          |           |  |
| Franjic 3’, 66’ Dangubic 21’ Morelli 87’ | Marcatori |  |

| Arbitro: | Piccolo |

|           |           |                                |
| Causi 17’ | Marcatori | 43’ M'Sa 49’ Epitaux 61’ Costa |

| Arbitro: | Turkes |

|                        |           |                                |
| Tushi 32’ Gaudiano 47’ | Marcatori | 29’ Pozder 48’ Causi 82’ Átila |

| Arbitro: | Borra |

|  |           |                    |
|  | Marcatori | 79’ (rig.) Kamberi |

| Arbitro: | Rosset |

|  |           |           |
|  | Marcatori | 40’ Causi |

| Arbitro: | Ljatifi |

|  |           |                                  |
|  | Marcatori | 47’ (rig.) Magnetti 90’ Stojanov |

| Arbitro: | Jancevski |

|                                                |           |  |
| Neün 23’ Zeneli 43’ Ciarrocchi 71’ Maroufi 81’ | Marcatori |  |

| Arbitro: | Gianforte |

|           |           |  |
| Causi 67’ | Marcatori |  |

| Arbitro: | Cibelli |

|                         |           |  |
| Martins 55’ Alvarez 70’ | Marcatori |  |

| Zurigo 27 ottobre 2018, ore 16:00 CEST 14ª giornata | YF Juventus | 0 – 0 referto | Stade Nyonnais | Juchhof 1 (160 spett.)\| Arbitro: \| Turkes \| |
| Arbitro:                                            | Turkes      |               |                |                                                |

| Arbitro: | Rothenfluh |

|                                      |           |  |
| Danner 49’ Samandjeu 57’ Bavueza 66’ | Marcatori |  |

| Arbitro: | Rosset |

|  |           |           |
|  | Marcatori | 34’ Átila |

| Arbitro: | Staubli |

|                          |           |             |
| Holenstein 59’ Vanin 64’ | Marcatori | 12’ Tavares |

| Arbitro: | Thies |

|                                                |           |                                        |
| Ramadani 6’ Mustafi 40’ Eschmann 56’ Zuffi 80’ | Marcatori | 56’ Haouhache 61’ de Freitas 85’ Gomis |

| Arbitro: | Huber |

|           |           |                        |
| Bieri 33’ | Marcatori | 11’ Eschmann 77’ Causi |

| Arbitro: | Ghisletta |

|  |           |          |
|  | Marcatori | 30’ Melo |

| Arbitro: | Schärli |

|                             |           |                         |
| Philippe 29’, 44’ Edgar 90’ | Marcatori | 8’ Eschmann 77’ Pereira |

| Arbitro: | Rosset |

|              |           |                                |
| Eschmann 30’ | Marcatori | 49’ Huser 79’ Kaiser 90’ Tushi |

| Arbitro: | Hürlimann |

|                      |           |  |
| Seiler 51’ Kasai 78’ | Marcatori |  |

| Arbitro: | Carrard |

|                                         |           |  |
| Ramadani 28’, 60’ Causi 56’ (rig.), 56’ | Marcatori |  |

| Arbitro: | Kanagasingam |

|              |           |  |
| Magnetti 90’ | Marcatori |  |

| Arbitro: | Bannwart |

|              |           |                                 |
| Ramadani 60’ | Marcatori | 18’, 21’ Ciarrocchi 70’ Eleouet |

| Arbitro: | Dudic |

|                                       |           |           |
| Lanza 22’ (aut.) Sdiri 80’ Kehrli 90’ | Marcatori | 14’ Átila |

| Arbitro: | Schärli |

|                                                           |           |  |
| Zuffi 37’ Ramadani 46’ Eschmann 48’ Átila 66’ Tavares 90’ | Marcatori |  |

| Arbitro: | Roth |

|             |           |                      |
| Escorza 34’ | Marcatori | 4’ Pereira 62’ Zuffi |

| Zurigo 25 maggio 2019, ore 16:00 CEST 30ª giornata                                                              | YF Juventus | 2 – 4 referto                                   | Stade Lausanne-Ouchy | Juchhof 1 (120 spett.) |
| \| \| \| \| \| Teixeira 36’ Causi 70’ (rig.) \| Marcatori \| 5’, 40’ Lahiouel 20’ Rushenguziminega 75’ Mejri \| |             |                                                 |                      |                        |
| |             |                                                 |                      |                        |
| Teixeira 36’ Causi 70’ (rig.)                                                                                   | Marcatori   | 5’, 40’ Lahiouel 20’ Rushenguziminega 75’ Mejri |                      |                        |

### Coppa Svizzera
| Arbitro: | Turkes |

|                                               |           |  |
| Stojanov 4’, 81’ Facchinetti 11’ Magnetti 39’ | Marcatori |  |

## Statistiche

### Statistiche di squadra
| Competizione     | Punti | In casa | In casa | In casa | In casa | In casa | In casa | In trasferta | In trasferta | In trasferta | In trasferta | In trasferta | In trasferta | Totale | Totale | Totale | Totale | Totale | Totale | DR  |
| Competizione     | Punti | G       | V       | N       | P       | Gf      | Gs      | G            | V            | N            | P            | Gf           | Gs           | G      | V      | N      | P      | Gf     | Gs     | DR  |
| ---------------- | ----- | ------- | ------- | ------- | ------- | ------- | ------- | ------------ | ------------ | ------------ | ------------ | ------------ | ------------ | ------ | ------ | ------ | ------ | ------ | ------ | --- |
| Promotion League | 29    | 15      | 4       | 2       | 9       | 22      | 25      | 15           | 5            | 0            | 10           | 13           | 29           | 30     | 9      | 2      | 19     | 35     | 54     | -19 |
| Coppa Svizzera   | -     | 0       | 0       | 0       | 0       | 0       | 0       | 1            | 0            | 0            | 1            | 0            | 4            | 1      | 0      | 0      | 1      | 0      | 4      | -4  |
| Totale           | 29    | 15      | 4       | 2       | 9       | 22      | 25      | 16           | 5            | 0            | 11           | 13           | 33           | 31     | 9      | 2      | 20     | 35     | 58     | -23 |

### Andamento in campionato
| Giornata  | 1  | 2  | 3  | 4  | 5  | 6  | 7  | 8  | 9  | 10 | 11 | 12 | 13 | 14 | 15 | 16 | 17 | 18 | 19 | 20 | 21 | 22 | 23 | 24 | 25 | 26 | 27 | 28 | 29 | 30 |
| --------- | -- | -- | -- | -- | -- | -- | -- | -- | -- | -- | -- | -- | -- | -- | -- | -- | -- | -- | -- | -- | -- | -- | -- | -- | -- | -- | -- | -- | -- | -- |
| Luogo     | C  | C  | T  | C  | T  | C  | T  | C  | T  | C  | T  | C  | T  | C  | T  | T  | T  | C  | T  | C  | T  | C  | T  | C  | T  | C  | T  | C  | T  | C  |
| Risultato | P  | N  | P  | P  | P  | P  | V  | P  | V  | P  | P  | V  | P  | N  | P  | V  | P  | V  | V  | P  | P  | P  | P  | V  | P  | P  | P  | V  | V  | P  |
| Posizione | 10 | 10 | 15 | 16 | 16 | 16 | 16 | 16 | 13 | 15 | 15 | 15 | 15 | 15 | 15 | 15 | 15 | 13 | 13 | 13 | 14 | 14 | 15 | 14 | 14 | 15 | 15 | 14 | 14 | 14 |

Legenda:

Luogo: C = Casa; T = Trasferta. Risultato: V = Vittoria; N = Pareggio; P = Sconfitta.

### Statistiche dei giocatori
| Giocatore    | Promotion League | Promotion League | Promotion League | Promotion League | Coppa Svizzera | Coppa Svizzera | Coppa Svizzera | Coppa Svizzera | Totale   | Totale | Totale      | Totale     |
| Giocatore    | Presenze         | Reti             | Ammonizioni      | Espulsioni       | Presenze       | Reti           | Ammonizioni    | Espulsioni     | Presenze | Reti   | Ammonizioni | Espulsioni |
| ------------ | ---------------- | ---------------- | ---------------- | ---------------- | -------------- | -------------- | -------------- | -------------- | -------- | ------ | ----------- | ---------- |
| E. Adili     | 11               | 0                | 2                | 0                | 0              | 0              | 0              | 0              | 11       | 0      | 2           | 0          |
| M. Anicic    | 0                | 0                | 0                | 0                | 0              | 0              | 0              | 0              | 0        | 0      | 0           | 0          |
| A. Bah       | 1                | 0                | 0                | 0                | 0              | 0              | 0              | 0              | 1        | 0      | 0           | 0          |
| E. Causi     | 27               | 9                | 5                | 0                | 1              | 0              | 0              | 0              | 28       | 9      | 5           | 0          |
| R. Cecchini  | 25               | 0                | 7                | 2                | 1              | 0              | 0              | 0              | 26       | 0      | 7           | 2          |
| O. Cruz      | 9                | 0                | 0                | 0                | 1              | 0              | 0              | 0              | 10       | 0      | 0           | 0          |
| M. Dabić     | 4                | 0                | 0                | 0                | 0              | 0              | 0              | 0              | 4        | 0      | 0           | 0          |
| V. Doe       | 12               | 0                | 2                | 0                | 0              | 0              | 0              | 0              | 12       | 0      | 2           | 0          |
| G. Eschmann  | 11               | 5                | 1                | 0                | 0              | 0              | 0              | 0              | 11       | 5      | 1           | 0          |
| G. Gabriel   | 12               | 0                | 1                | 0                | 1              | 0              | 0              | 0              | 13       | 0      | 1           | 0          |
| H. Gjoshi    | 2                | 0                | 0                | 0                | 0              | 0              | 0              | 0              | 2        | 0      | 0           | 0          |
| K. Haddaji   | 1                | 0                | 0                | 0                | 0              | 0              | 0              | 0              | 1        | 0      | 0           | 0          |
| H. Jonuzi    | 2                | 0                | 0                | 0                | 0              | 0              | 0              | 0              | 2        | 0      | 0           | 0          |
| A. Keranovic | 9                | 0                | 1                | 0                | 1              | 0              | 0              | 0              | 10       | 0      | 1           | 0          |
| I. Kovačić   | 18               | 0                | 0                | 0                | 0              | 0              | 0              | 0              | 18       | 0      | 0           | 0          |
| T. Lanza     | 20               | 0                | 2                | 0                | 1              | 0              | 0              | 0              | 21       | 0      | 2           | 0          |
| S. Lapcevic  | 8                | 0                | 0                | 0                | 1              | 0              | 0              | 0              | 9        | 0      | 0           | 0          |
| F. Medina    | 2                | 0                | 0                | 0                | 0              | 0              | 0              | 0              | 2        | 0      | 0           | 0          |
| J. Mukinisa  | 12               | 0                | 0                | 0                | 1              | 0              | 0              | 0              | 13       | 0      | 0           | 0          |
| O. Mustafi   | 3                | 1                | 0                | 0                | 0              | 0              | 0              | 0              | 3        | 1      | 0           | 0          |
| M. Oberlin   | 2                | 0                | 2                | 0                | 0              | 0              | 0              | 0              | 2        | 0      | 2           | 0          |
| P. Pacheco   | 8                | 0                | 1                | 1                | 0              | 0              | 0              | 0              | 8        | 0      | 1           | 1          |
| V. Pelae     | 5                | 0                | 0                | 0                | 0              | 0              | 0              | 0              | 5        | 0      | 0           | 0          |
| P. Pereira   | 13               | 2                | 0                | 0                | 0              | 0              | 0              | 0              | 13       | 2      | 0           | 0          |
| D. Pozder    | 10               | 3                | 0                | 0                | 1              | 0              | 0              | 0              | 11       | 3      | 0           | 0          |
| A. Ramadani  | 9                | 0                | 2                | 0                | 0              | 0              | 0              | 0              | 9        | 0      | 2           | 0          |
| E. Ramadani  | 13               | 5                | 1                | 0                | 0              | 0              | 0              | 0              | 13       | 5      | 1           | 0          |
| N. Sacirović | 25               | 0                | 6                | 0                | 1              | 0              | 0              | 0              | 26       | 0      | 6           | 0          |
| F. Schmid    | 8                | 0                | 3                | 0                | 0              | 0              | 0              | 0              | 8        | 0      | 3           | 0          |
| L. Tavares   | 26               | 2                | 5                | 0                | 1              | 0              | 0              | 0              | 27       | 2      | 5           | 0          |
| J. Teixeira  | 21               | 1                | 4                | 0                | 0              | 0              | 0              | 0              | 21       | 1      | 4           | 0          |
| C. Thalmann  | 6                | 0                | 0                | 0                | 0              | 0              | 0              | 0              | 6        | 0      | 0           | 0          |
| M. Trachsel  | 29               | 0                | 2                | 0                | 1              | 0              | 0              | 0              | 30       | 0      | 2           | 0          |
| M. Ulu       | 4                | 0                | 0                | 0                | 0              | 0              | 0              | 0              | 4        | 0      | 0           | 0          |
| P. Villano   | 15               | 0                | 2                | 0                | 1              | 0              | 0              | 0              | 16       | 0      | 2           | 0          |
| D. Zivanovic | 0                | 0                | 0                | 0                | 0              | 0              | 0              | 0              | 0        | 0      | 0           | 0          |
| N. Zuffi     | 19               | 3                | 5                | 0                | 0              | 0              | 0              | 0              | 19       | 3      | 5           | 0          |
| Á. Átila     | 29               | 4                | 4                | 0                | 1              | 0              | 1              | 0              | 30       | 4      | 5           | 0          |